# Cromagnon
Cromagnon — американская экспериментальная музыкальная группа, основанная в конце 1960-х годов в Нью-Йорке.
Единственным релизом группы является альбом Orgasm, выпущенный в 1969 году. Позже альбом был переиздан под названием Cave Rock. Песню «Caledonia» Pitchfork поставили на 163 место в их списке «200 лучших песен 1960-х».

## Участники группы
Остин Грасмир — вокал
Брайн Эллиот — вокал
Сал Салгадо — перкуссия
Винс Хаули — гитара

## Дискография
Orgasm (1969)